# Прототип Дейтоны
Прототип Дейтоны (Daytona Prototype) – гоночный спортпрототип, созданный специально для GARRA Rolex Sports Car Series в качестве топ-класса, сменив в этой роли баркетты Sports Racing Prototypes (SRP). Своё название машины получили по главному событию серии - 24 часа Дейтоны.

## Создание
На сезон 2003 в Rolex Sports Car Series, GARRA объявила, что перестанет поддерживать открытые прототипы, известные как SRP-I и SRP-II. Эти машины, преимущественно модифицирование Прототипы Ле-Мана, были технически продвинуты и могли достигать высоких скоростей, особенно на прямой Мюльсанн во время 24 часов Ле-Мана. Однако такие скорости были сочтены опасными для главного трека серии, Daytona International Speedway. Бетонные отбойники овальной секции трассы были опасны сами по себе, но это была наибыстрейшая часть трассы. Так что GARRA решила замедлить гонщиков, с целью обезопасить Дайтону. 
В то же время, указывая на технологическую изощренность прототипов Ле-Мана, GARRA решила, что машины должны быть дешевле. В итоге было решено создать закрытые машины с трубчатыми рамами, избегая использования карбона и композитов. Также были определены пределы работы над автомобилем, в частности, запрещено доводить его по ходу сезона. Команды не должны были тратиться на аэродинамические исследования, технологические новинки и частные тесты. С целью ещё большего уменьшения стоимости администрация также определяла поставщиков шасси и двигателей, для предотвращения создания командами уникальных машин. Двигатели должны создаваться на базе блоков цилиндров дорожных машин крупного автопроизводителя. В то же время самим производителям было запрещено поддерживать команды, использующие ДП, для поддержания равенства и снижения расходов. Сочетание мер по снижению стоимости вкупе с мерами по безопасности и легло в основу Дайтоновских прототипов, оставляя конструкторам свободу строить автомобиль, как они сочтут нужным, при условии соблюдения габаритов, которые, особенно длина, уступают таковым у прототипов Ле-Мана. Меньшие размеры также помогают снизить скорость, ввиду применения более короткой и тупой передней части.

## Шасси
В целях контроля за расходами и уровнем машин, GARRA допускает лишь незначительные изменения в используемых шасси. В то же время, каждое допущенное шасси может выступать в течение пяти лет, прежде чем GARRA пересмотрит список допущенных к участию конструкций. Каждое шасси, построенное с учетом требований GARRA едины в основных размерениях, но отличаются по дизайну.
На данный момент GARRA допускает 7 шасси:
- Chase CCE
- Crawford DP03
- Doran JE4
- Fabcar FDSC/03
- Multimatic MDP1 (иногда обозначается как Multimatic Ford Focus)
- Picchio DP2
- Riley MkXI

На 2008 планируется приход Sabre RD1, тогда как Lola Racing Cars совестно с Krohn Racing использует лицензию Multimatic для постройки нового прототипа, известного как Proto-Auto. Dallara позднее собирается использовать заявку Doran, совместно с SunTrust Racing.
GARRA позволяет проводить корпусные работы по Дайтоновским прототипам лишь в ограниченных зонах, преимущественно заднего крыла, дверей (Gurney flap), а также передней панели.
- Crawford DP03 Porsche
- Coyote CC/08 Pontiacs
- Doran JE4 Ford
- Riley MkXX Ford

## Двигатель
Также как и шасси, двигатели стандартизированы и жестко регулируются. В отличие от шасси, двигатели должны поставляться крупным производителем, на основе блока используемого в серийном автомобиле. Также разрешается изменять рабочий объём в целях уравнивания возможностей. На 2007 все двигатели должны использоваться стандартный блок управления, с целью лучшего контроля его характеристик.
GARRA допускает к гонкам:
- BMW 5.0L V8
- Ford 5.0L V8
- Infiniti 4.35L V8
- Lexus 5.0L V8 (также может называться Toyota)
- Porsche 3.99L В-6
- Porsche 5.00L V8
- Pontiac 5.0L V8 (также может называться Chevrolet или Cadillac)

Каждый двигатель имеет свой собственный свод ограничений, насколько глубоко он может быть модифицирован, в т.ч. по системе воздушного питания и выхлопа, оборотам и другим деталям.
В сезоне 2007 был допущен ещё один двигатель от Порше. Пятилитровая восьмерка строится не самим Порше, но на базе его блока силами Lozano Bros. Porting.
- Pontiac V8.
- Roush/Yates-на базе Ford V8.

## Спецификации
- Рабочий объём: 5,0 л максимальный
- Трансмиссия: 4,51 л раб. объёма и более — 5 передач вперёд (максимально)

4,5 л и менее — 6 передач (максимально), ручная или секвентальная коробка
- Масса: 4,0 л раб. объёма и больше — 1,032 кг

менее 4,0 л — 1,010 кг
- Выходная мощность: 500 л. с.
- Топливо: неэтилированный бензин, октановое число 100
- Бак: 91 л
- Питание: впрыск
- Наддув: атмосферный
- Управление: реечное с усилителем.

## История
Специально к 24 часам Дейтоны сезона 2003 дебютировало 6 прототипов: Fabcar-Toyota, Picchio-BMW, Doran-Chevrolet, 2 Fabcar-Porsches и Multimatic-Ford. Машины страдали от детских болезней и не сумели взять поул у сильно зажатых SRP. В самой гонке только две машины дошли до финиша, позади большинства ГТ. Но после устранения недостатков новые прототипы стали одерживать общие победы по ходу сезона.
В 2004 SRP были окончательно запрещены а число DP выросло до 17 уже к Дайтоне-24, где они и одержали победу в общем зачете. К 2006, ввиду низкой стоимости постройки, число DP в некоторых гонках превышало три десятка, позволяя выставлять отдельное стартовое поле одинаковых машин, что давало плотные гонки.
GARRA планирует продолжить использование прототипов Дейтоны в обозримом будущем, допустив в 2008 шасси нового дизайна.
С 2006 DP разрешено участвовать в гонках японского Super GT в младшем классе GT300, они показывали отменные результаты, а одна команда, Shiden, уступила титул в личном зачете в пользу RE Amemiya RX-7 (при равенстве очков), а в следующем - в пользу MR-S, но взяла командный кубок в 2007.

### DPI
С 2017 года введены новые спецификации прототипов для серии IMSA, с которой объединилась GrandAM под названием Daytona Prototype International. Вместо трубчатой рамы введен углепластиковый монокок машин 4 марок, на который командам, выступающим с заводской поддержкой разрешено устанавливать индивидуализированный обвес, а также использовать двигатель и трансмиссию заводского происхождения. Сделано это с целью сократить расходы, одновременно сохранив привлекательность для производителей, которым запрещено участвовать заводскими командами, но разрешено заключать партнерские соглашения с частными командами. Разрешено использовать омологированные монококи Dallara,Oreca,  Ligier, Riley-Multimatic.